# Christliche Kabbala
Die christliche Kabbala war eine Strömung, die meist als Phänomen der Renaissance angesehen wird und die jüdische Kabbala nutzte, um darin nach einem christlichen Sinn zu suchen beziehungsweise um Juden damit zum Christentum zu bekehren. Zur Unterscheidung von jüdischer und hermetischer Kabbala wird oftmals eine Schreibweise mit C, wie Cabala, verwandt; diese Schreibweise kam mit der Übertragung kabbalistischer Texte ins Lateinische auf.

## Geschichte
Erste Versuche, Juden mithilfe kabbalistischer Ideen zu bekehren, wurden im Mittelalter von Ramon Llull unternommen, Llull selbst war jedoch kein Kabbalist. Beim prophetischen Kabbalisten Abraham Abulafia wurde von einigen Gelehrten wie M. H. Landauer eine Hinwendung zu christlichen Ideen gesehen, allerdings äußerte Abulafia sich antichristlich. Allerdings beeinflusste Abulafia die Entwicklung der christlichen Kabbala. 1480 erschien die lateinische Übersetzung des vorkabbalistischen Sefer Jetzira durch Meister Isaak.
Als erster christlicher Kabbalist, von Konvertiten abgesehen, gilt Giovanni Pico della Mirandola (15. Jahrhundert); als erstes christlich-kabbalistisches Werk gelten zwei mutmaßlich gefälschte hebräische Briefe, die Pablo de Heredia ins Lateinische übersetzte und kommentierte, sein Werk besteht jedoch zum Großteil aus Zitaten aus nichtexistenten kabbalistischen Werken und verfälschten Zitaten aus echten kabbalistischen Quellen wie dem Zohar. Erstmals systematisiert wurden christliche kabbalistische Lehren durch Paulus Ricius, der auch mit weniger bekannten Texten vertraut war. Er betätigte sich als Übersetzer unter anderem von Josef Gikatillas Hauptwerk Scha’are Orah, in Ricii Übersetzung Portae lucis ‚Die Pforten des Lichts‘. Ebenfalls mit den Quellen der Kabbala vertraut war der Konvertit Pietro Colonna Galatino, der De arcanis Catholicae veritatis ‚Über arkane katholische Wahrheit‘ schrieb. Im 16. Jahrhundert erschienen Übersetzungen des Sefer Jetzira und des Zohar durch Guillaume Postel sowie eine zweisprachige Ausgabe (Hebräisch/Latein) des Sefer Jetzira durch Johannes Stephanus Rittangelus. Johannes Pistorius der Jüngere veröffentlichte mit Artis cabalisticae eine Auswahl kabbalistischer Texte, darunter Ricii Portae lucis und die Sefer-Jetzira-Übersetzung von 1480. Die bekannteste Zusammenstellung jüdischer und christlicher kabbalistischer Texte dürfte jedoch die Kabbala denudata von Christian Knorr von Rosenroth sein, die auch jüdische Texte aus der Zeit nach der Vertreibung aus Spanien enthielt.
Elemente der Kabbala finden sich auch in zeitgenössischen magischen Werken von Autoren wie Johannes Trithemius, Heinrich Cornelius Agrippa von Nettesheim (in Verbindung mit mittelalterlicher Angelologie, Dämonologie und der damit verbundenen Magie in Buch 3 von De occulta philosophia) und John Dee, bei Dee stammen die kabbalistischen Einflüsse wohl ausschließlich aus christlichen Quellen, insbesondere von Agrippa. Ab dem späten 16. Jahrhundert fand eine Vermischung von Alchemie und christlicher Kabbala u. a. durch Paracelsus statt. Diese entwickelte sich bis ins 17. und 18. Jahrhundert, war unter anderem für Heinrich Khunrath, Abraham von Frankenberg und Robert Fludd typisch und fand ihren Höhepunkt mit Georg von Wellings Opus Mago-Cabbalisticum und den Büchern von Friedrich Christoph Oetinger.
Vertreter einer als okkulte Philosophie bezeichneten Strömung, wie Agrippa und Pico, versuchten, Philosophien zu entwickeln, die hermetisches, hebräisches und klassisches Wissen assimilieren, und diese Fusion mit der christlichen Theologie zu vereinigen. Trotz ihres esoterischen Charakters wurden die der okkulten Philosophie zugrundeliegenden hermetischen und kabbalistischen Ideen im Europa der Renaissance anfangs positiv aufgenommen. Die Historikerin Frances A. Yates betrachtete die okkulte Philosophie sogar als zentrale Triebkraft hinter der Renaissance selbst. Vermutlich ist es kein Zufall, dass die okkulte Philosophie, die Wert auf Einheit legte, während der Zeit der Reformation und der Renaissance populär wurde; möglicherweise wurde von ihr und ihrer Vereinigung so unterschiedlicher Quellen wie der klassischen Weisheit, der Magie, der hebräischen Kabbala und des Christentums erwartet, eine Lösung für das religiöse und politische Schisma der Zeit zu bieten. Während das scholastische Mittelalter Glauben und Frömmigkeit forderte, forderte die Renaissance individuelles Streben und die Suche nach Wissen; die Hermetik versuchte, Wissen und Glauben zu vereinigen. Gegen Ende des 16. Jahrhunderts wurden christliche Magi wie Agrippa und John Dee jedoch wegen ihrer Theurgie verdächtigt, und als Teil der Gegenreformation wuchs auch die Reaktion gegen den Renaissance-Neuplatonismus und damit assoziierte okkulte Strömungen. Die christliche Kabbala, die zunächst der Legitimation okkulten Denkens diente, wurde nun wegen der okkulten Assoziation abgewertet und mit Hexerei assoziiert. Dee und Giordano Bruno wurden wegen ihrer Philosophie diskreditiert; ersterer verbrachte seine letzten Jahre in Armut, letzterer wurde 1600 verbrannt.
Die christlichen Kabbalisten waren von großer Bedeutung für die Entstehung der hermetischen Kabbala.

## Kritik
Wie in der jüdischen Kabbala gab es auch in der christlichen keine einheitliche Lehre, sondern praktisch ausgerichtete Kabbalisten, die auch Magie anwandten, und theoretisch orientierte, die Magie ablehnten.
Anhänger der christlichen Kabbala vertraten die Sichtweise, dass jüdische Lehren für das Christentum wertvoll seien und das Judentum mehr Wahrheit enthalte als von Christen behauptet. Insbesondere in der Kabbala sahen sie christliche Wahrheiten und suchten nach Parallelen zwischen Juden- und Christentum; das Christentum sollte hierbei als Nachfolger und Verbesserung des Judentums dargestellt werden, ohne dabei den Respekt vor dem Judentum zu verlieren. Mithilfe der christlichen Kabbala versuchten sie, die Juden zu konvertieren und somit die (von ihnen aus jüdisch-kabbalistischer Sicht missverstandene und verfälschte) Kabbala als Waffe gegen diese zu verwenden. Für die christliche Umdeutung der Kabbala waren vermutlich insbesondere zwei Fälschungen aus dem 15. Jahrhundert verantwortlich, die das Christentum unverhüllt predigen.
Aufgrund fehlender Kenntnisse konnten christliche Kabbalisten talmudische Kommentare nicht von kabbalistischen Lehren unterscheiden und hatten nur Fragmente kabbalistischen Wissens zur Verfügung; im Falle Johannes Reuchlins etwa ist aber davon auszugehen, dass diese Unkenntnis vorgeschoben wurde und der Rettung jüdischer Bücher diente; der Talmud etwa wurde als böse angesehen und die Kabbala als Quelle christlicher Wahrheiten, und die Behauptung, bestimmte talmudische Werke seien kabbalistisch, konnte diese vor der Verbrennung retten. Die Unwissenheit einiger Autoren ist laut Gershom Scholem „horrend. Robert Fludd hielt den Sohar für einen Rabbiner!“.
Bei der Suche nach christlichen Inhalten in der Kabbala wurden unter anderem die drei unterschiedlichen Buchstaben im Tetragrammaton als Dreifaltigkeit gedeutet, oder die drei obersten Emanationen im kabbalistischen Lebensbaum wurden auf die drei Hypostasen des christlichen Gottes bzw. Jesu Christi übertragen. Letzteres wird von Rachel Pollack als größte Innovation der christlichen Kabbala angesehen. Außerdem wandten christliche Kabbalisten Methoden wie Notarikon an, um einen christlichen Sinn in der Tora zu finden; Gematria, Notarikon und Temura, die „in der populären Meinung als besonders ‚kabbalistisch‘ gelten“, wurden von christlichen Kabbalisten in ihrer Bedeutung allerdings überbewertet und treten in der klassischen kabbalistischen Literatur „oft ganz und gar in den Hintergrund“.
Anhänger der christlichen Kabbala waren eher an der Suche griechischer Philosophie oder christlicher Inhalte in der Kabbala als an der Kabbala selbst interessiert. Auch wurde das weibliche Moment Gottes in der Schechina beziehungsweise der untersten Sephira Malchuth nicht in die christliche Kabbala übernommen.